# Hawklaw Y Station

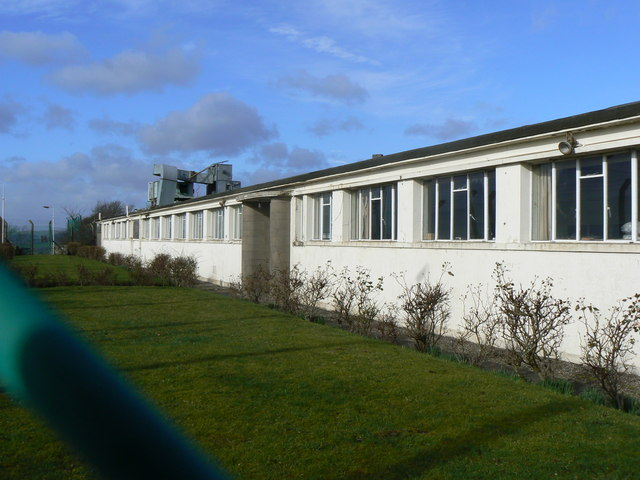
Baracke der ehemals geheimen Funkabhörstation (Foto 2007)

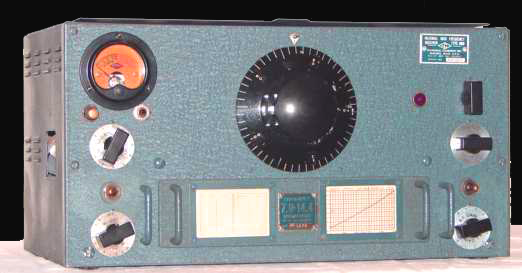
Der HRO der National Radio Company war der meistverwendete Funkempfänger in den britischen Y stations

Hawklaw Y Station war ein britischer Militärstützpunkt. Er lag etwa vier Kilometer nördlich des Stadtzentrums der schottischen Kleinstadt Cupar. Im Zweiten Weltkrieg befand sich dort eine wichtige Funkabhörstelle des britischen Geheimdienstes (Y service).

## Geschichte
Die Anlage wurde 1942 für das britische Außenministerium in Betrieb genommen. Hauptaufgabe war das Abhören des gegnerischen Funkverkehrs. Dazu gehörten die mit der deutschen Enigma-Maschine verschlüsselten und im Morsecode gesendeten Geheimtexte und die mithilfe der Lorenz-Schlüsselmaschine verschlüsselten geheimen deutschen Funkfernschreiben (britischer Deckname Fish). Diese wurden in Hawklaw aufgefangen, aufgezeichnet und nach Bletchley weitergeleitet. Dort gelang den britischen Codebreakers die erfolgreiche Entzifferung sowohl der Enigma-Sprüche als auch der Funkfernschreiben sowie deren nachrichtendienstliche Auswertung. Die deutschen Funksendungen enthielten nicht selten kriegswichtige Informationen, die die Briten unter dem Decknamen Ultra zusammenfassten und für ihre eigenen Planungen nutzten.
Nach dem Zweiten Weltkrieg, insbesondere während des Kalten Krieges, wurde die Station noch mehr als vierzig Jahre lang durch die Government Communications Headquarters (GCHQ), der Nachfolgeorganisation der G.C.& C.S., weiter als Horchposten genutzt, bevor sie 1988 geschlossen wurde.